# OpenSea
OpenSea ist ein virtueller Marktplatz für NFTs. Er wurde am 20. Dezember 2017 von Devin Finzer und Alex Atallah in New York gegründet.

## Beschreibung
Benutzer können auf OpenSea kostenlos NFT erzeugen und zum Direktkauf oder zur Auktion anbieten bzw. kaufen. OpenSea basiert auf dem Ethereum-ERC-721-Standard, der Polygon- sowie der Solana-Blockchain. Zum Handel ist eine Krypto-Wallet wie z. B. Bitski oder MetaMask nötig. Für die Zukunft ist ein Handel von NFT ohne „gas-Gebühren“ und ein Umstieg auf die FLOW-Blockchain geplant. Auch eine kryptofreie Bezahlung per Kredit- und Debitkarten von Visa und Mastercard ist möglich.
Künstler, die digitale Versionen ihrer Kunstwerke auf OpenSea versteigern, sind u. a. beeple, Takashi Murakami, Snoop Dogg, H. P. Baxxter, Damien Hirst wie auch die Golden State Warriors. Ein Kunstwerk des Künstlers Banksy wurde durch Dritte zerstört und dabei gefilmt. Dabei wurde der Film der Zerstörung als neues Kunstwerk nachträglich versteigert. Auch das Auktionshaus Christie’s kooperiert mit OpenSea.

## Geschichte
In der Anfangszeit wurden vorwiegend CryptoKitties gehandelt.
Nach einer Pre-Seed-Runde 2018 durch Y Combinator sammelte OpenSea im November 2019 2,1 Millionen US-Dollar (u. a. von Animoca Brands) an Risikokapital ein. Im März 2021 sammelte OpenSea weitere 23 Millionen US-Dollar an Risikokapital (u. a. von A16z Crypto/Andreessen Horowitz) ein. Im Juli 2021 verkündete OpenSea eine erneute Investmentrunde in Höhe von 100 Millionen € bei einer Bewertung von 1,5 Milliarden € durch a16z.
Im Februar 2021 lag der Umsatz bei umgerechnet 95 Millionen US-Dollar, im März bei umgerechnet 147 Millionen US-Dollar und im September bei 2,75 Milliarden US-Dollar. Mit Stand vom April 2021 sind auf OpenSea mehr als 20 Millionen Assets erhältlich.
Im September 2021 veröffentlichte OpenSea eine eigene Mobile App für Android und iOS. Im gleichen Monat kam es zu einem Fall von Insiderhandel durch Mitarbeiter.
Bei einer weiteren Finanzierungsrunde im Januar 2022 sammelte OpenSea 300 Millionen US-Dollar ein, wobei der Unternehmenswert mit 13,3 Milliarden US-Dollar beziffert wurde. Im gleichen Monat ermöglichte ein seit längerem bekannter Fehler den Erwerb von NFT deutlich unter Listenpreis. Die Firma gab zudem zu, dass mehr als 80 % der auf dem Marktplatz gehandelten NFT in betrügerischer Absicht erzeugt wurden.

## Kritik
Am 22. Februar 2022 stahlen Hacker bei einem Angriff auf OpenSea digitale Kunstwerke im Wert von 1,7 Millionen US-Dollar. Laut OpenSea nutzten die Diebe den Smart-Contract-Code aus. Der CEO von OpenSea, Devin Finzer, erklärte allerdings, dass der Angriff seinen Ursprung nicht auf der Webseite hatte.
Einige Experten wie Felix von Leitner begründen ausführlich, warum die gesamte Idee von NFTs eine Irreführung sei, da der zentrale Marktplatz OpenSea eine Trusted Third Party darstelle und daher den Grundvoraussetzungen von Blockchains und NFTs widerspreche.

## Belege
1. ↑  Steven Ehrlich: NFT Marketplace CEO Explains Why The Industry Is Moving Beyond Ideological Purists. Abgerufen am 28. März 2024 (englisch).
2. ↑  Shaurya Malwa: Ethereum NFT marketplace OpenSea is introducing 'gas-free’ transactions. In: CryptoSlate. 1. April 2021, abgerufen am 28. März 2024 (amerikanisches Englisch).
3. ↑  Opensea will Solana-NFT listen. 31. März 2022, abgerufen am 28. März 2024.
4. ↑  Leon Waidmann: Funding-Runde: OpenSea erhält 300 Millionen US-Dollar. 5. Januar 2022, abgerufen am 28. März 2024 (deutsch).
5. ↑  Sebastian Sinclair: NFT Marketplace OpenSea to Add Ethereum Layer 2 Protocol for Gas-Free Trading. 1. April 2021, abgerufen am 28. März 2024 (englisch).
6. ↑  Shaurya Malwa: Ethereum NFT marketplace OpenSea is introducing 'gas-free’ transactions. In: CryptoSlate. 1. April 2021, abgerufen am 28. März 2024 (amerikanisches Englisch).
7. ↑  NFTs jetzt via Karte zahlen – Jetzt bei OpenSea möglich. In: Blockchainwelt. 1. April 2022, abgerufen am 28. März 2024 (deutsch).
8. ↑  Ursula Scheer: Der Osterhase bringt ein Krypto-Ei. In: FAZ.net. 3. April 2021, abgerufen am 28. Januar 2024.
9. ↑  Takashi Murakami Releases Signature Flowers as NFTs. 31. März 2021, abgerufen am 28. März 2024.
10. ↑  Wegen NFT? Snoop Dogg nimmt Death-Row-Musik von Streaming-Diensten – Fans sauer. 17. März 2022, abgerufen am 28. März 2024.
11. ↑  David Scheider: Scooter-NFT: Wie sinnvoll ist künstlicher Knappheit wirklich? 8. April 2021, abgerufen am 28. März 2024 (deutsch).
12. ↑  Warriors Announce Legacy NFT Collection. Abgerufen am 28. März 2024 (englisch).
13. ↑  Ursula Scheer: Hurra, hurra, der „Banksy“ brennt. In: FAZ.net. 11. März 2021, abgerufen am 28. Januar 2024.
14. ↑  Mark Westall: Christie’s + Opensea collaborate on first-ever on-chain NFT auction. 24. November 2021, abgerufen am 28. März 2024 (britisches Englisch).
15. 1 2  Brutkasten: OpenSea: So ist der größte NFT-Marktplatz entstanden
16. ↑  https://opensea.io/blog/announcements/bringing-on-additional-strategic-investors-to-opensea/
17. ↑  Archivierte Kopie (Memento vom 16. Dezember 2021 im Internet Archive)
18. ↑  Lucas Matney: NFT marketplace OpenSea raises $23 million from a16z | TechCrunch. In: techcrunch.com. 18. März 2021, abgerufen am 10. März 2024 (englisch).
19. ↑  https://opensea.io/blog/announcements/announcing-our-100m-raise-led-by-a16z/
20. ↑  Lucas Matney: NFT market OpenSea hits $1.5 billion valuation | TechCrunch. In: techcrunch.com. 20. Juli 2021, abgerufen am 10. März 2024 (englisch).
21. ↑  Archivierte Kopie (Memento vom 16. Dezember 2021 im Internet Archive)
22. ↑  CryptoPotato: NFT Frenzy Sees Sales Top $10B for Q3 While AXS Hits Another ATH
23. ↑  Amanda Silberling: OpenSea released an app -- but it's for browsing, not buying and selling | TechCrunch. In: techcrunch.com. 17. September 2021, abgerufen am 10. März 2024 (englisch).
24. ↑  Heise: NFT-Tokens: Marktplatz Opensea gesteht Insiderhandel durch Mitarbeiter ein
25. ↑  NY Times: OpenSea valued at $13.3 billion in new round of venture funding
26. ↑  Heise: Bug auf NFT-Marktplatz Opensea: Angreifer konnten weit unter Marktpreis kaufen
27. ↑  Vice: More Than 80% of NFTs Created for Free on OpenSea Are Fraud or Spam, Company Says
28. ↑  Adam Morgan McCarthy: Hacker stehlen digitale Kunstwerke im Wert von 1,7 Millionen US-Dollar bei Angriff auf NFT-Plattform OpenSea. In: Business Insider. 22. Februar 2022, abgerufen am 27. Februar 2022 (deutsch).
29. ↑  ACATIS Value Konferenz 2022 - Was ist eigentlich eine Kryptowährung? - Felix von Leitner - Code Blau. Abgerufen am 31. Mai 2022 (deutsch).